# Espai subacromial
L'espai subacromial és l'espai que hi ha a l'espatlla entre l'acromi, l'apòfisi coracoide (porcions òssies de l'escàpula), el lligament coracoacromial per una part i el cap de l'húmer per l'altra. Dins d'aquest espai hi trobem els tendons dels músculs escapulars que formen el manegot dels rotatoris. Entre els tendons i la part òssia hi trobem la bossa serosa que permet la mobilitat de l'articulació de l'espatlla sense que freguin els seus elements entre si.
A les radiografies de l'espatlla aquest espai és de 9-10 mm; és significativament major en els homes, amb una lleugera disminució amb l'edat; a mitjana edat, un espai subacromial de menys de 6 mm és patològic.

## Rellevància clínica
L'interès de l'espai recau en el fet que en ell s'hi desenvolupen processos degeneratius tendinosos que acaben sovint amb el trencament d'algun o tots els tendons de l'espai i que causen dolor i incapacitat funcional de l'espatlla:
- Pinçament subacromial o síndrome subacromial, per disminució d'aquest espai, que sol comportar:
- Tendinitis del supraspinós